# 浄泉寺 (岡山市)
淨泉寺（じょうせんじ）は、岡山県岡山市南区山田にある日蓮宗の寺院である。山号は妙法山という。旧本山は岡山市内の不変院。

## 歴史
大教院日受（浄泉、享保2年（1717年）没）が真言寺院から改宗した浄泉坊を起源とする。『備中誌』には「開山不詳寛永三年（1626年）中興して造立の住坊門」とあり、不変院などと同様、庭瀬藩主戸川家によって改宗されたとみられる。現在の本堂と薬医門は、安政6年（1859年）日海（15世）の代に改築されたもの。

## 境内
- 本堂
- 薬医門

## 歴代
- 大教院日受